# Museo Cívico de Historia Natural Giacomo Doria
El Museo Cívico de Historia Natural Giacomo Doria (en italiano: Museo civico di storia naturale Giacomo Doria) es un museo de historia natural situado en Génova. Abrió sus puertas el 24 de abril de 1867 y tiene su sede en Via Brigata Liguria. Su nombre actual homenajea la memoria de Giacomo Doria, quien fue su fundador y director durante más de cuarenta años.
Las colecciones incluyen 3 800 000 objetos. Una veintena de salas están abiertas al público. El museo edita la revista Annals y la revista Doriana. Desde 1922, la Sociedad entomológica Italiana (fundada en 1869) tiene su sede en el Museo, mientras que la biblioteca de la Sociedad se encuentra en Corso Torino. 

## Historia
El museo nació de una idea y bajo los auspicios, especialmente financieros, de su fundador, el marqués Giacomo Doria  (1840-1913). El proyecto de museo público de historia natural  se presentó al consejo de la ciudad, del que obtuvo su aprobación. Fue inaugurado el 24 de abril de 1867, siendo Doria su director durante los siguientes cuarenta años. El museo se instaló por primera vez en la villa del marqués Giovanni Carlo Di Negro (1769-1857), botánico. La ciudad compró ese edificio para acondicionarlo y permitir el acceso público.
Las primeras colecciones expuestas fueron las del propio Giacomo Doria, y luego el municipio recibió otras colecciones. Más tarde se complementaron con las colecciones de varios viajes y las instalaciones se quedaron pequeñas. En 1905 se llevó a cabo  la construcción de un nuevo museo, que se inauguró el 17 de octubre de 1912, pero el fundador Giacomo Doria, gravemente enfermo, no pudo participar.  Murió poco después dejando el puesto  de director  a Raffaello Gestro. La actual sede, construida según un proyecto del arquitecto Clodoveo Cordoni.
El museo fue creado en un área de la ciudad fuera de las murallas y en ese momento prácticamente deshabitada. De hecho, la idea original era tener más espacio disponible para la expansión del edificio (el punto de referencia era el Museo Nacional de París), cosa que resultó imposible debido a la urbanización masiva de la zona.

## Colecciones

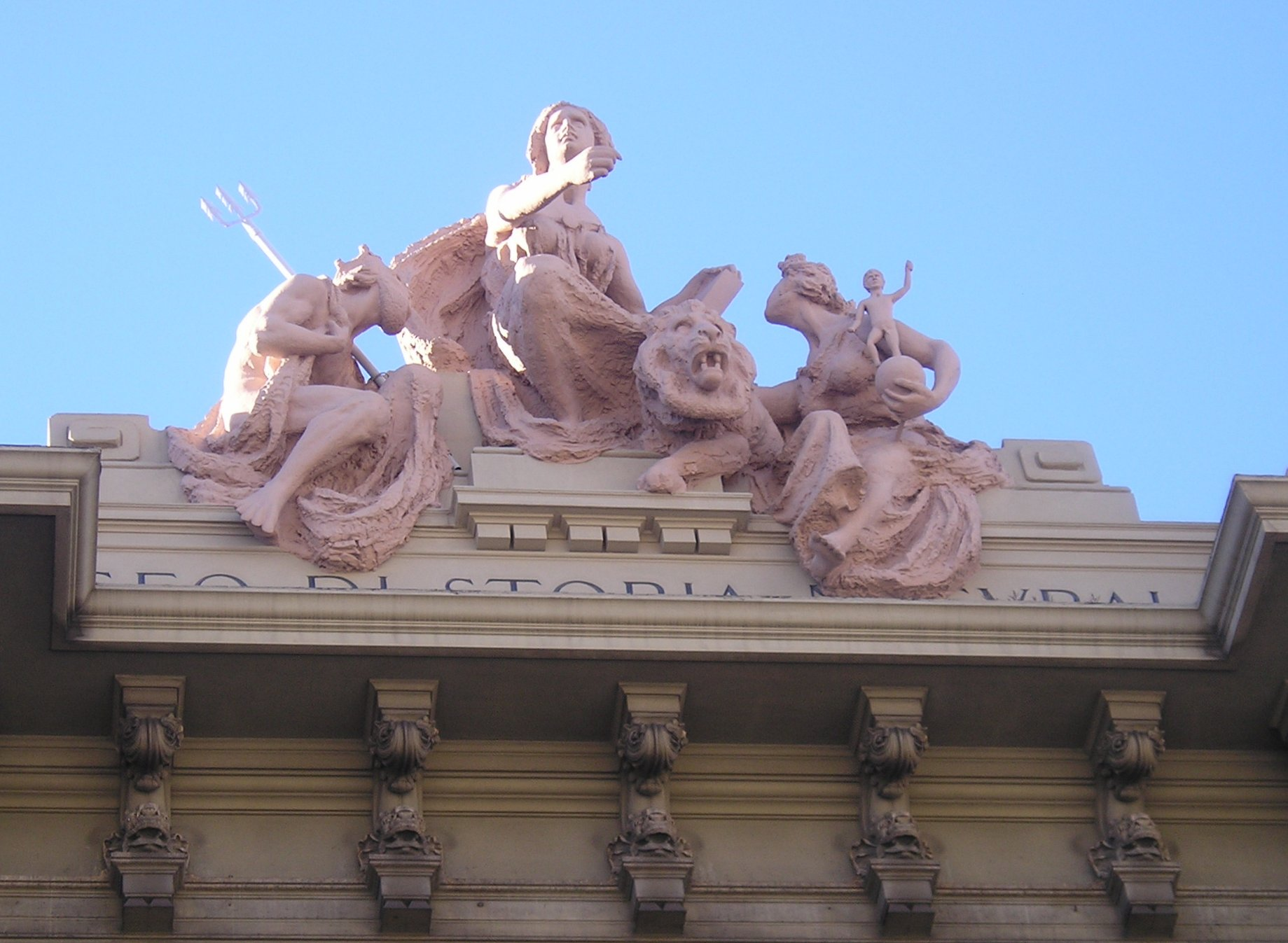
Vista en perspectiva del museo (estatuas sobre el portal de entrada)

Las primeras colecciones expuestas fueron las del propio Giacomo Doria, incluidas las que había reunido durante su viaje a Persia (1862) y a Borneo (1865), durante las que estuvo acompañado por el botánico Odoardo Beccari (1843-1920). El municipio recibió otras dos colecciones: la primera fue la reunida por el marqués Lorenzo Pareto (1800-1865), geólogo y paleontólogo; la segunda fue la colección de conchas del príncipe Odón de Saboya (1846-1866).
A finales del siglo XIX, el Museo financió, bajo los auspicios de la Sociedad Geográfica Italiana, una serie de viajes a tierras entonces sin explorar desde un punto de vista naturalista.
Así comenzaron los viajes del capitán Luigi Maria d'Albertis (1841-1901), de Leonardo Fea (1852-1903), Arturo Issel (1842-1922), Orazio Antinori (1811-1882), Elio Modigliani (1860-1932),   Guido Boggiani (1861-1902), Vittorio Bottego (1860-1897), Odoardo Beccari (1843-1920) y Lamberto Loria (1855-1913) en el archipiélago de Mentaway (Sumatra) en  Birmania  y Nueva Guinea. Estos naturalistas llevaron a Italia millones de especímenes de animales y plantas, conservados en alcohol, de los que muchos eran nuevos para la ciencia y otros todavía por estudiar aunque muchos iban sólo con una idea colonial lista de dominar otras culturas y la Naturaleza y servir al colonialismo.
El Museo se estableció como el más importante en Italia de invertebrados, tanto que se convirtió en el Museo Nacional de insectos. Todas las colecciones entomológicas realizadas por expediciones científicas y militares italianas, incluidas las coloniales en Libia, Somalia, Abisinia y Cirenaica, se enviaban aquí.
Después de la Segunda Guerra Mundial, el Museo dejará de ser un museo nacional, aunque aún conserva la mayor colección entomológica de Italia. De hecho, el número estimado de especímenes supera los 3 millones, pero esta es una estimación por defecto.
Al mismo tiempo, el Museo adquirió una gran colección de libros y revistas especializadas en animales, especialmente sobre insectos, tanto que se convirtió en la principal biblioteca italiana sobre el tema. Sin embargo, el bombardeo británico de la Segunda Guerra Mundial, además de dañar la ciudad y su catedral, también incendiará parte de la biblioteca, lo que hará que pierda la primacía en favor del Museo Cívico de Historia Natural de Milán.
Dentro del museo se expone, entre otras cosas, el esqueleto, de unos 20 m de largo, de una ballena que murió en 1878 , varada frente a la comuna de Monterosso al Mare en la Provincia de La Spezia.

## Lista de directores
- 1867: Giacomo Doria (1840-1913)
- 1913: Raffaello Gestro (1856-1936)
- 1934: Oscar De Beaux (1879-1955)
- 1947: Carlo Alzona (1881-1961)
- 1955: Enrico Tortonese (1911-1987)
- 1976: Lilia Capocaccia Orsini
- 1996: Roberto Poggi
- 2012: Giuliano Doria